# کودکی مایکل جکسون

خانهٔ دوران کودکی جکسون در شهر گَری، ایالت ایندیانا، تقاطع خیابان «جکسون ۲۳۰۰» و بلوار «خانواده جکسون».

مایکل جوزف جکسون در تاریخ ۲۹ اوت ۱۹۵۸ (‎۷ شهریور ۱۳۳۷) در شهر صنعتی گَری در ایالت ایندیانا، آمریکا (نزدیک شیکاگو) و در خانواده‌ای از طبقهٔ کارگر و تهی‌دست زاده شد.
نام پدرمایکل جوزف و نام مادرش، کاترین بود؛ و هفتمین فرزند از نه فرزند خانواده جکسون بود.
مایکل جکسون در ۲۵ ژوئن ۲۰۰۹ فوت شد.

## خانواده
مایکل جکسون هفتمین فرزند از ۹ فرزند خانواده جکسون بود. (در اصل هشتمین فرزند از ۱۰ فرزند. هفتمین فرزند خانواده جکسون چند ساعت پس از تولد درگذشت) خواهران و برادران او به ترتیب، ربی (۱۹۵۰)، جکی (۱۹۵۱)، تیتو (۱۹۵۳)، جرمین (۱۹۵۴)، لاتویا (۱۹۵۶)، مارلون (۱۹۵۷)، برندن (۱۹۵۷)، رندی (۱۹۶۱) و جنت (۱۹۶۶) هستند.
او هفتمین فرزند از ۹ فرزند خانواده جکسون بود.
جوزف، پدر خانواده، در استخدام معدن آهن بود و اغلب با برادرش، لوتر، در یک گروه موسیقی به نام فالکونز (عقاب‌ها) به اجرا در کافه‌ها و دیسکوهای شهر گَری می‌پرداخت و اغلب در خانه و جلوی چشمان فرزندانشان تمرین می‌کردند.
مادر مایکل بسیار مذهبی بود و فرزندانش را با باورهای سختگیرانهٔ فرقهٔ شاهدان یهوه از دین مسیحیت تربیت می‌کرد.
همچنین در جوانی‌اش عضو گروه ارکستر دبیرستان بود و صدای زیبایی داشت. او برای فرزندانش می‌خواند و پیانو و کلارینت می‌نواخت.
خانوادهٔ ۱۱ نفری جکسون، در یک خانهٔ کوچک دو اتاق خوابه زندگی می‌کردند که یکی از آن‌ها برای جوزف و کاترین بود و دیگری مخصوص فرزندان پسر؛ سه دختر خانواده نیز در نشیمن می‌خوابیدند.
در محله‌ای که مایکل و خانواده‌اش در آن زندگی می‌کردند، کودکان و نوجوانان را برای کار در باندهای قاچاق و مواد مخدر به کار می‌گرفتند. جوزف که به موسیقی علاقه داشت، برای فرزندانش یک گروه موسیقی راه‌انداخت تا آن‌ها را از این انحرافات حفظ کند.

## آغاز فعالیت هنری

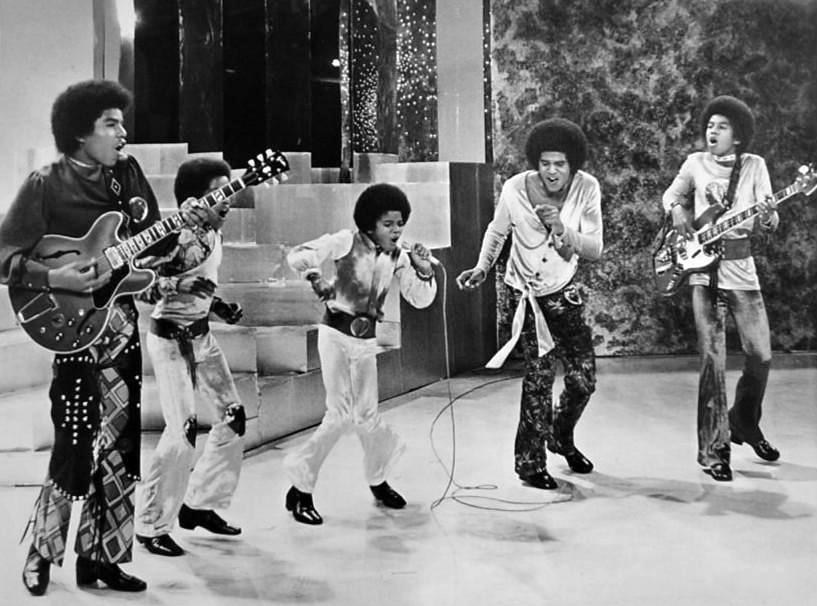
تصویری از اولین ویژه‌برنامهٔ جکسون فایو در سال ۱۹۷۱. (مایکل در وسط است)

مایکل استعدادش در موسیقی را خیلی زود بروز داد. او در سن ۵ سالگی در حضور همکلاسی‌ها و مردم به مناسبت مختلف اجرا می‌کرد و موجب تعجب همگان می‌شد. در سال ۱۹۶۴ و زمانی که مایکل تنها ۶ سال داشت، به عنوان خوانندهٔ پس‌زمینه به گروه برادران جکسون پیوستند. مایکل در ۸ سالگی (سال ۱۹۶۶) در مقام خواننده و رقصندهٔ اصلی این گروه قرار گرفت. در همین زمان، برادران جکسون نام گروه را به جکسون فایو تغییر دادند.

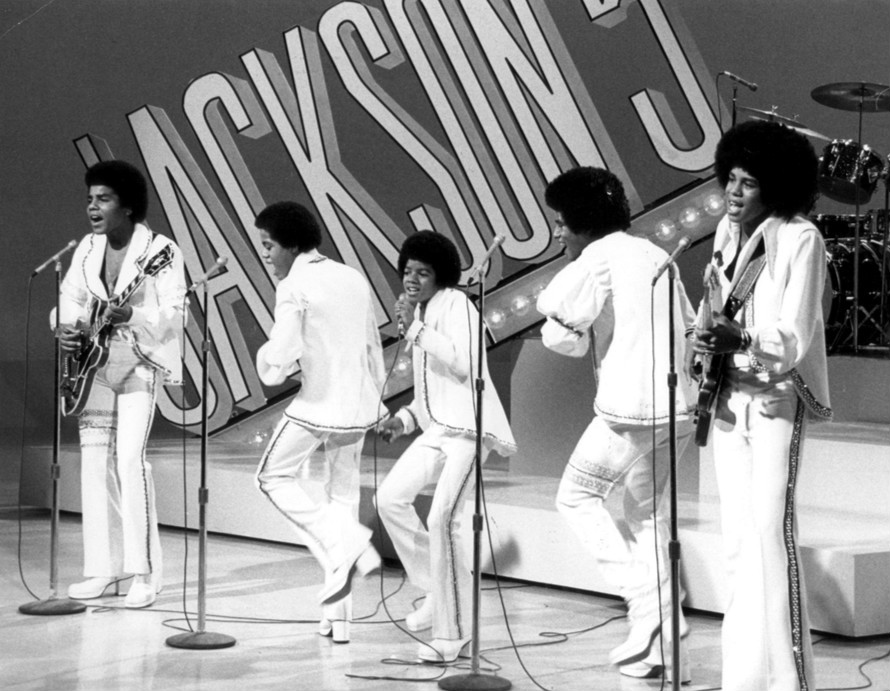
مایکل (وسط) در گروه جکسون فایو در سال ۱۹۷۲

### سختگیری‌های جوزف
برادران جکسون هر روز پس از بازگشت از مدرسه، به دستور پدرشان به تمرین‌های سخت می‌پرداختند. مایکل از همان دوران خردسالی مورد رفتار تند پدرش قرار داشت. او کار بی‌وقفه، شلاق و کلمات رکیک را تحمل می‌کرد. جوزف اغلب مچ‌گیری می‌کرد یا فرزندان پسر را به دیوار فشار می‌داد. یک شب وقتی مایکل خواب بود، جوزف از بیرون خانه خود را به پنجرهٔ اتاق خواب او رساند و در حالی که ماسک ترسناکی بر چهره داشت با جیغ و فریاد وارد اتاق شد. جوزف گفت که می‌خواسته به فرزندانش یاد بدهد که هنگام خواب پنجرهٔ اتاق خوابشان را بازنگذارند. اما تا سال‌ها بعد از آن، کابوس‌های دزدیده شدن از اتاق خواب، مایکل را رها نکرد. این سوء استفاده‌ها از مایکل، زندگی‌اش در بزرگسالی را تحت شعاع خود قرار داد.
مایکل در کودکی اغلب از تنهایی می‌گریست و گاهی اوقات با دیدن پدرش بیمار می‌شد یا حالت تهوع به او دست می‌داد. حتی در بزرگ‌سالی هم در بعضی اوقات هنگامی که دربارهٔ کتک خوردن دوران کودکی‌اش صحبت می‌کرد می‌گریست.
ما برای او اجرا می‌کردیم و او از ما ایراد می‌گرفت. اگر خراب می‌کردی، کتک می‌خوردی. بعضی وقت‌ها با کمربند بعضی وقت‌ها با شلاق. پدرم واقعأ به ما سخت می‌گرفت.
اما با این وجود، پدرش را به عنوان شخصی که توانست استعدادش را کشف کند، همیشه مورد ستایش قرار می‌داد. پدر او علی‌رغم آنکه از فرزندانش سخت کار می‌کشید، اما دستمزد آن‌ها را برای خودش برنمی‌داشت و آن را همیشه به فرزندانش می‌داد. پدر مایکل می‌گوید: «مایکل هیچوقت علاقه‌ای به پول نداشت. من سهم او را از پولی که از اجرای شب به دست آورده بودیم، به او می‌دادم و او روز بعد با آن پول، برای تمام بچه‌هایی که در همسایگی ما زندگی می‌کردند، بستنی یا آبنبات می‌خرید».
او در «کتاب مون‌واک» که در سال ۱۹۸۸ در سن ۲۹ سالگی آن را نوشت می‌گوید: «چیزی که از دوران کودکی‌ام به یاد دارم، بیشتر کار است. من بر خلاف بسیاری از بچه‌های هم سن و سال خودم، از طرف پدر و مادرم وادار به رفتن بر روی صحنه نمی‌شدم. من عاشق خواندن بودم. روی صحنه بودن، برای من مانند نفس کشیدن، طبیعی بود. من این کار را انجام می‌دادم چون مجبور شده بودم. نه از طرف والدین یا خانواده‌ام؛ بلکه از طرف باطنم که در دنیای موسیقی زندگی می‌کرد … گاهی اوقات که از مدرسه به خانه برمی‌گشتم، فقط همین قدر وقت داشتم که کتاب‌هایم را زمین بگذارم و برای رفتن به استودیو آماده شوم. بعضی وقت‌ها تا آخر شب می‌خواندم. تا وقتی که از موقع خوابم می‌گذشت. روبروی استودیوی «موتاون» یک پارک قرار داشت. به خاطر می‌آورم که پشت شیشه می‌ایستادم و به بازی بچه‌ها در پارک نگاه می‌کردم. نمی‌توانستم یک چنین آزادی و زندگی بدون دغدغه‌ای را برای خودم تصور کنم. بیش از هر چیز آرزو می‌کردم که ای کاش من هم یک چنین آزادی‌ای داشتم که می‌توانستم خودم را از دست مشکلات خلاص کنم و مانند آن بچه‌ها باشم. ما در کارمان پیشرفت خیلی خوبی داشتیم اما به اندازهٔ افرادی که دو برابر خودمان سن داشتند، کار می‌کردیم … به عنوان رهبر گروه «جکسون فایو» حس کردم که نمی‌توانم حتی یک شب را تعطیل کنم. به یاد دارم که به خاطر بیماری تمام روز را در تختخواب گذرانده بودم و شب همان روز روی صحنه برنامه اجرا کردم. در اینطور مواقع تمرکز کردن بر روی اجرا، مشکل می‌شد اما من آنقدر کارهایی را که باید بر روی صحنه انجام می‌دادیم، خوب به خاطر سپرده بودم که می‌توانستم آن‌ها را در خواب نیز انجام بدهم … استعداد یک چیز خدا دادی است اما پدر به ما نشان داد که چگونه آن را رشد دهیم. ما برای او اجرا می‌کردیم و او از ما ایراد می‌گرفت. اگر خراب کنی، کتک می‌خوری. بعضی وقت‌ها با کمربند و بعضی وقت‌ها با شلاق. پدرم واقعأ به ما سخت می‌گرفت. مارلون همیشه موقع تمرینات دچار دردسر می‌شد. اما من برای اتفاقاتی که خارج از زمان تمرین رخ می‌داد، کتک می‌خوردم. پدر آن قدر مرا می‌زد و عصبانی‌ام می‌کرد که من تصمیم می‌گرفتم تمامی آن کتک‌ها را تلافی کنم. کفشم را از پایم بیرون می‌آوردم و به سمت او پرتاب می‌کردم یا با مشت‌هایم با او می‌جنگیدم. به همین دلیل بود که بیشتر از برادرانم، کتک می‌خوردم. من متقابلأ با او می‌جنگیدم و پدرم هم مرا به شدت کتک می‌زد. مادرم می‌گوید که وقتی خیلی کوچکتر بودم نیز همین کار را انجام می‌دادم اما من چیزی به خاطر نمی‌آورم. یادم می‌آید که برای فرار از دست پدر به زیر میزها پناه می‌بردم و او را عصبانی‌تر می‌کردم. ما روابط متلاطمی با هم داشتیم… پدرم همیشه برای من یک راز بود و خودش هم این موضوع را می‌داند. یکی از چیزهایی که همیشه افسوسش را خورده‌ام این است که هیچوقت قادر نبودم رابطهٔ نزدیکی با او بر قرار کنم. او در طی سالیان، دیواری به دور خودش ساخته بود و وقتی که کارش را با گروه به پایان رساند، متوجه شد که برایش مشکل است که با ما رابطه برقرار کند… تا به امروز من بابت اینکه او بر خلاف بسیاری از والدین، پولی را که ما بدست می‌آوردیم، برای خود برنمی‌داشت، بسیار از او متشکر هستم. پدرم هرگز چنین کاری با ما نکرد. اما من هنوز هم او را نمی‌شناسم؛ و این برای پسری که تشنهٔ شناختن پدرش است، بسیار مشکل است. او هنوز هم برای من یک مرد اسرارآمیز است و شاید برای همیشه باشد … نمی‌دانم من و برادرانم چه چیزی را انتظار می‌کشیدیم، اما کلوپ‌های شبانه چیز متفاوتی بودند. ما در بین کمدین‌های بد، افراد الکلی و زنانی که بر روی صحنه استریپتیز می‌کردند، برنامه اجرا می‌کردیم؛ و من تحت اعتقادات دین «یهوا» تربیت شده بودم. مادرم نگران بود که من وقتم را با افراد نامناسبی می‌گذرانم و با چیزهایی آشنا می‌شوم که باید چند سال دیرتر از آن‌ها مطلع شوم… ما در کافه‌ای در لس‌آنجلس برنامه اجرا می‌کردیم. من عادت داشتم در یکی از گوشه‌های صحنه بایستم و یکی از زنان استریپتیز به نام «مری رُز» را تماشا کنم. در آن زمان ۹ یا ۱۰ ساله بودم. آن دختر لباس‌هایش را از تنش بیرون می‌آورد و به داخل جمعیت پرتاب می‌کرد؛ و مردها آن‌ها را برمی‌داشتند و نعره می‌کشیدند. من و برادرانم کل این وقایع را تماشا می‌کردیم و پدرم اهمیت نمی‌داد … بعدها وقتی در سالن «آپولو» در «نیویورک» برنامه اجرا کردیم، من چیزی دیدم که واقعأ بر رویم تأثیر گذاشت زیرا هرگز فکر نمی‌کردم که چنین چیزی وجود داشته باشد. من تا آن زمان چند تا از زن‌هایی که استریپتیز اجرا می‌کردند را دیده بودم. اما آن شب، دختری با مژه‌های بسیار زیبا و موهای بلند بر روی صحنه آمد و برنامه‌اش را اجرا کرد. او اجرای فوق‌العاده‌ای داشت. اما یک‌دفعه، در پایان نمایش، کلاه گیسش را از سر برداشت، یک جفت پرتقال بزرگ از درون لباس زیرش بیرون کشید و معلوم شد که آن دختر، یک مرد بوده‌است. این واقعه بر روی من تأثیر گذاشت. من هنوز یک بچه بودم و حتی نمی‌توانستم چنین چیزی را تصور کنم. من به طرف تماشاچیان نگاه کردم. آن‌ها با شادی و به شدت تشویق می‌کردند. من به عنوان یک بچه، از این ماجرا درس گرفتم. شاید این اتفاق ذهن مرا به سمت تمرکز کردن بر جنبه‌های دیگر زندگی در بزرگسالی، آزاد کرد.»

## مشهور شدن
جکسون فایو از ۱۹۶۶ تا ۱۹۶۸ (۸ سالگی تا ۱۰ سالگی مایکل) در سطح وسیعی از منطقهٔ ایالت‌های غرب میانه آمریکا (Midwest) به اجرای برنامه پرداخت. آن‌ها مکررأ در کلوب‌های شبانهٔ سیاهپوستان و کلوپ‌های کوچکی که چیتلین سرکت (chitlin' circuit) نامیده می‌شدند به اجرا پرداخت؛ جایی که برنامهٔ آن‌ها اغلب مقدمه‌ای برای شروع استریپ تیزها (رقص‌های برهنه) و نمایش‌های جنسی مربوط به بزرگسالان بود. در ماه ژوئیه سال ۱۹۶۸ (۹ سالگی مایکل)، بری گردی، رئیس شرکت «موتاون رکوردز» با مشاهدهٔ استعداد این گروه با آن‌ها قرارداد بست و به آن‌ها اطمینان داد که ۳ تک‌آهنگ نسخت آن‌ها، شماره یک خواهد شد.
در نوامبر سال ۱۹۶۹ (۱۱ سالگی مایکل)، جکسون فایو اولین تک‌آهنگ خود با نام «می‌خواهم برگردی» را منتشر کرد، که در مدت یک ماه و نیم، ۲ میلیون نسخه از آن به فروش رفت و شماره یک شد. تک‌آهنگ دوم گروه با نام «اِی بی سی» نیز در مدت ۳ هفته دو میلیون نسخه فروش کرد و شماره یک شد. تک‌آهنگ سوم و چهارم با نام‌های «عشقی که حفظ می‌کنی» و «آنجا خواهم بود» هم شماره یک شدند. شماره یک شدن ۴ تک‌آهنگ نخست گروه، آن هم پشت سر هم، رکوردی به نام آن‌ها کرد.

چیزی که از دوران کودکی‌ام به یاد دارم، بیشتر کار است. من بر خلاف بسیاری از بچه‌های همسن و سال خودم، از طرف پدر و مادرم وادار به رفتن بر روی صحنه نمی‌شدم. من عاشق خواندن بودم. روی صحنه بودن، برای من مانند نفس کشیدن، طبیعی بود. من این کار را انجام می‌دادم چون مجبور شده بودم. نه از طرف والدین یا خانواده‌ام، بلکه از طرف باطنم که در دنیای موسیقی زندگی می‌کرد.

مایکل جکسون، کتاب مون‌واک
مایکل از سال ۱۹۷۲ (۱۴ سالگی)، در کنار فعالیت در گروه، حرفهٔ انفرادی خود را نیز آغاز کرد. او از سال ۱۹۷۲ تا ۱۹۷۵، ۴ آلبوم استودیویی تک‌نفره منتشر کرد. این کارها به عنوان قسمتی از قرارداد جکسون فایو با موتاون منتشر شدند و تک‌آهنگ‌های موفقی از جمله «راکین رابین»، «روز بابی»، «باید آنجا باشم» و همین‌طور تک‌آهنگ «بن» که در آمریکا شماره یک شد و برندهٔ جایزهٔ «بهترین ترانهٔ سال» از گلدن گلوب و همچنین نامزد یک جایزهٔ اسکار در زمینهٔ «بهترین موسیقی فیلم» شد، را منتشر کرد.
فروش گروه از سال ۱۹۷۳ شروع به کاهش کرد. اعضای گروه از کمپانی موتاون به دلیل این که نمی‌گذاشتند خود آن‌ها حق کنترل خلاقانه و دخالت در تولید آهنگ‌ها را در دست داشته باشند، ناراضی بودند. با وجود این، در همین دوران نیز چند تک‌آهنگ از جکسون فایو، در بین ۴۰ اثر برتر آمریکا قرار گرفتند. پس از این کشمکش‌ها، جکسون فایو در سال ۱۹۷۵ (۱۵ سالگی مایکل) کمپانی موتاون را ترک نمود.
جکسون فایو پس از ترک شرکت موتاون، قرارداد جدیدی را در ژوئن ۱۹۷۵ با شرکت سی‌بی‌اس رکوردز امضا کرد و ابتدا به قسمت فیلادلفیا اینترنشنال رکوردز، و سپس به اپیک رکوردز پیوست.
به دلیل رعایت حقوق شرکت نشر موسیقی قبلی به نام موتاون، برادران جکسون نام گروه را از جکسون فایو به به جکسونز تغییر دادند.
مایکل در این دوران به بلوغ رسید و او از تغییرات صورت و ظاهرش ناراضی بود. به همین دلیل رژیم غذایی خود را تغییر داد و گیاه‌خوار شد.
بعد از تغییر نام، گروه به اجراهای بین‌المللی خود ادامه داد و از ۱۹۷۶ تا ۱۹۸۴ (از ۱۵ تا ۲۴ سالگی مایکل) شش آلبوم استودیویی دیگر منتشر کرد. در همین مدت، مایکل ترانه‌نویس اصلی جکسونز بود. او آهنگ‌های موفقی همانند «بدنتو تکون بده (برو پایین)»، «آینجا هتل» و «می‌تونی حسش کنی؟» را نوشت.